# Isefjærfjorden
Isefjærfjorden er en fjord i Lillesand kommune i Agder fylke i Norge. Den går fra Knabesund ved Bliksfjorden nord for Gamle Hellesund og cirka 5 kilometer ind i landet til Isefjær, i hovedsageligt i nordvestlig retning. Fjorden har flere sidearme: Kjøstvedtkilen, Årsneskilen, Øreslandskilen og Kjerkekilen.
Fra Kjerkekilen fik fjorden ny forbindelse til Blindleia da Kassenkanalen blev åbnet i 1995. Inderst i fjorden ligger Isefjærleiren som er et af kun tre feriesteder for naturister i Norge. Stedet er blandt andet kendt for sine høje badetemperaturer om sommeren.